# Université d'Helsinki
L’université d’Helsinki (en finnois : Helsingin yliopisto ; en suédois : Helsingfors universitet) est la principale et la plus ancienne université en Finlande.
Elle forme aujourd'hui environ 20 240 étudiants.
Elle est membre de la Ligue européenne des universités de recherche et de l'alliance d’universités européennes Europaeum et souligne la recherche de qualité.

## Histoire

### Académie royale d'Åbo (1640–1828)
L'école de la cathédrale d'Åbo, est fondée probablement en 1276 pour éduquer les garçons destinés à servir l'église.
Quand Christine de Suède fonde en 1640 l'Åbo Kungliga Akademi (latin : Regia Academia Aboensis), une partie de la partie de l'école de la cathédrale d'Åbo constitue le noyau de cette nouvelle académie.
C'est la troisième université fondée dans l'empire suédois, après l'université d'Uppsala et l'Academia Gustaviana de Dorpat.

### Université impériale Alexandre (1828–1919)
Après le grand incendie de Turku de 1827, l’académie d'Åbo est transférée dans la nouvelle capitale Helsinki.
En 1828, elle a de nouveaux statuts et elle est renommée université impériale Alexandre en Finlande (finnois : Keisarillinen Aleksanterin-Yliopisto Suomessa, suédois : Kejserliga Alexanders Universitetet i Finland) en l'honneur du tsar Alexandre Ier.
En 1829, l'université commence ses activités dans des locaux provisoires et le 19 juin 1832, on inaugure le bâtiment principal conçu par Carl Ludvig Engel.
L'université disposera progressivement de locaux modernes : hôpital universitaire (1832), jardin botanique (1832), observatoire (1834) et bibliothèque universitaire (1840).
L'université d'Helsinki a le nouveau rôle de former les fonctionnaires du grand-duché de Finlande.

### Université d'Helsinki (depuis 1919)
L'université d'Helsinki est renommée le 18 février 1919 après la déclaration d'indépendance finlandaise.
En 1924, elle a de nouveaux statuts dans le cadre de la république finlandaise.
Le conseil d’État de Finlande devient sa nouvelle autorité de tutelle en remplacement du tsar.
L'université garde cependant son autonomie qui sera confirmée dans la constitution finlandaise de 1919.
Au moment de l'indépendance, l'université est la seule en Finlande et a environ 3000 étudiants.
En 1919, on fonde l'Åbo Akademi et en 1922 l'université de Turku.
L'université d'Helsinki restera la seule université d’État jusqu'à la création en 1958 de l'université d'Oulu.

## Organisation

### Facultés
L'université est divisée en 11 facultés :
- Faculté de théologie[4]
- Faculté de droit[5]
- Faculté de médecine[6]
- Faculté des arts[7]
- Faculté des sciences[8]
- Faculté de pharmacie[9]
- Faculté des sciences biologiques et environnementales[10]
- Faculté des sciences du comportement[11]
- Faculté des sciences sociales[12]
- Faculté d'agriculture et de sylviculture[13]
- Faculté de médecine vétérinaire[14]

### Centres de recherche

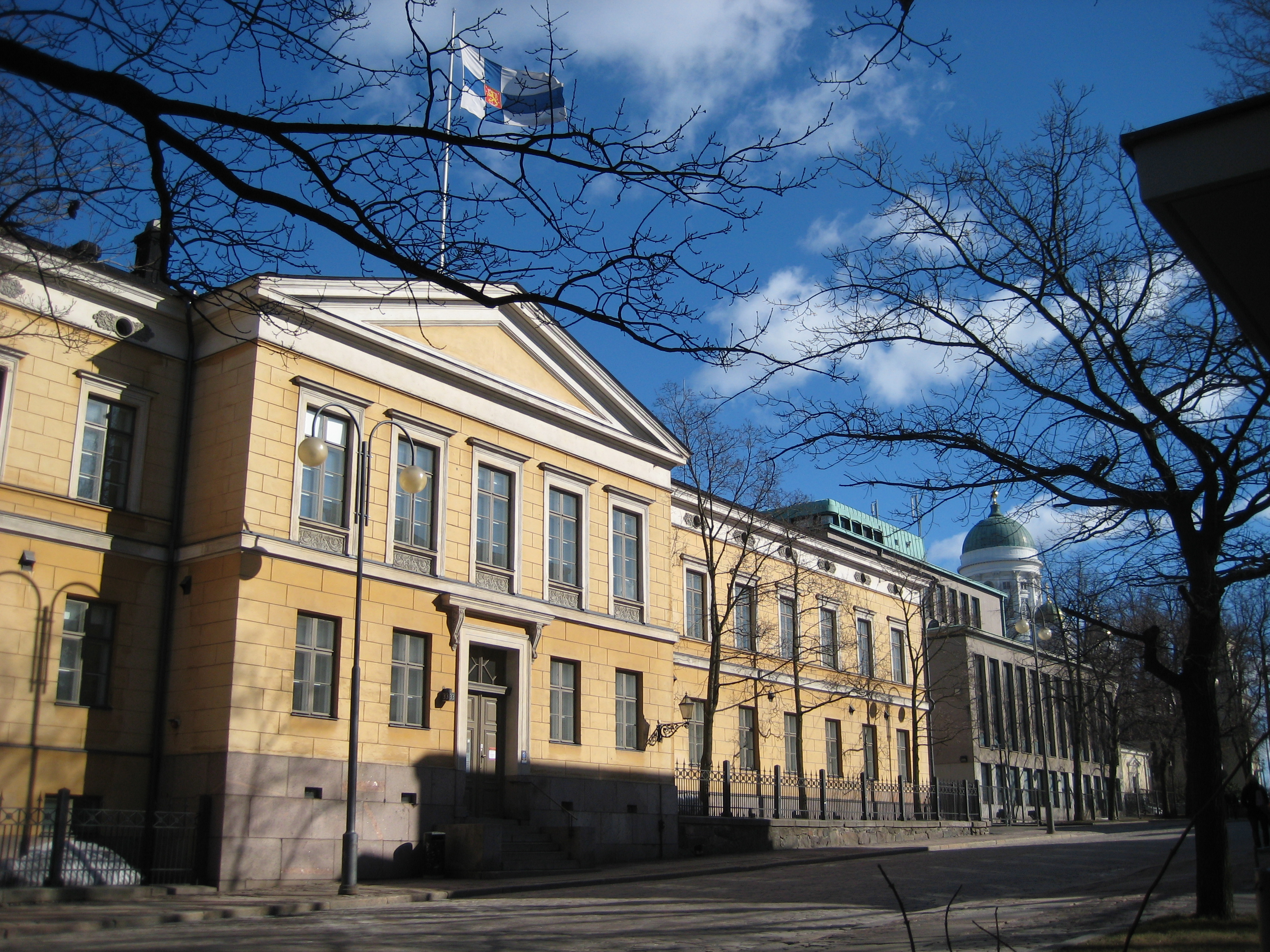
L'institut d'études avancées de l'université d'Helsinki.

Les instituts de recherche de l'université sont entre-autres : 
- Institut Aleksanteri
- Centre de recherche économique d'Helsinki (HECER)[15]
- Institut d'informatique d'Helsinki (HIIT)[16]
- Institut  de Physique d'Helsinki[17]
- Unité de recherche sur les changements environnementaux[18]
- Institut de Biotechnologie[19]
- Centre de neurosciences[20]
- Institut Rolf Nevanlinna[21]
- Institut Erik Castrén de droit international et des droits de l'Homme[22]
- Institut des Cultures du monde[23]
- Institut Christina[24]

L'université a aussi plusieurs institutions indépendantes comme la Bibliothèque nationale de Finlande ou l'Institut d'études avancées construit sur le modèle de Institute for Advanced Study de Princeton.

### Relations internationales
L'université est membre de l’Université de l'Arctique. UArctic est un réseau international d’universités, d’instituts de recherche et d’organisations ayant pour but de promouvoir, coordonner et soutenir la recherche ainsi que l’éducation en régions arctiques.

### Direction
Son « grand-maître » est le chancelier élu par le président de la République pour cinq ans et rééligible, il est choisi parmi trois candidats présentés au Conseil des ministres par l’assemblée des professeurs ordinaires et extraordinaires, des adjoints et d’autres personnalités. Le recteur et le prorecteur sont élus par le Grand Consistoire, formé de tous les professeurs ordinaires.
| Chanceliers        |             |
| ------------------ | ----------- |
| Edvard Hjelt       | 1917–1921   |
| Anders Donner      | 1921–1926   |
| Hugo Suolahti      | 1926–1944   |
| Antti Tulenheimo   | 1944–1952   |
| Pekka Myrberg      | 1952–1962   |
| Edwin Linkomies    | 1962–1963   |
| Paavo Ravila       | 1963–1968   |
| Pentti Renvall     | 1968–1973   |
| Mikko Juva         | 1973–1978   |
| Ernst Palmén       | 1978–1983   |
| Nils Oker-Blom     | 1983–1988   |
| Olli Lehto         | 1988–1993   |
| Lauri Saxén        | 1993–1996   |
| Risto Ihamuotila   | 1996–2003   |
| Kari Raivio        | 2003–2008   |
| Ilkka Niiniluoto   | 2008–2013   |
| Thomas Wilhelmsson | 2013–2017   |
| Kaarle Hämeri      | Depuis 2017 |

| Recteurs           |             |
| ------------------ | ----------- |
| Waldemar Ruin      | 1915–1920   |
| Ivar August Heikel | 1920–1922   |
| Hugo Suolahti      | 1923–1926   |
| Antti Tulenheimo   | 1926–1931   |
| Robert Brotherus   | 1931–1938   |
| Kaarlo Linkola     | 1938–1941   |
| Rolf Nevanlinna    | 1941–1945   |
| Arthur Långfors    | 1945–1950   |
| Erik Lönnroth      | 1950–1953   |
| Paavo Ravila       | 1953–1956   |
| Edwin Linkomies    | 1956–1962   |
| Erkki Kivinen      | 1962–1971   |
| Mikko Juva         | 1971–1973   |
| Ernst Palmén       | 1973–1978   |
| Nils Oker-Blom     | 1978–1983   |
| Olli Lehto         | 1983–1988   |
| Päiviö Tommila     | 1988–1992   |
| Risto Ihamuotila   | 1992–1996   |
| Kari Raivio        | 1996–2003   |
| Ilkka Niiniluoto   | 2003–2008   |
| Thomas Wilhelmsson | 2008–2013   |
| Jukka Kola         | 2013–2018   |
| Jari Niemelä       | Depuis 2018 |

## Organisations étudiantes

### Union estudiantine

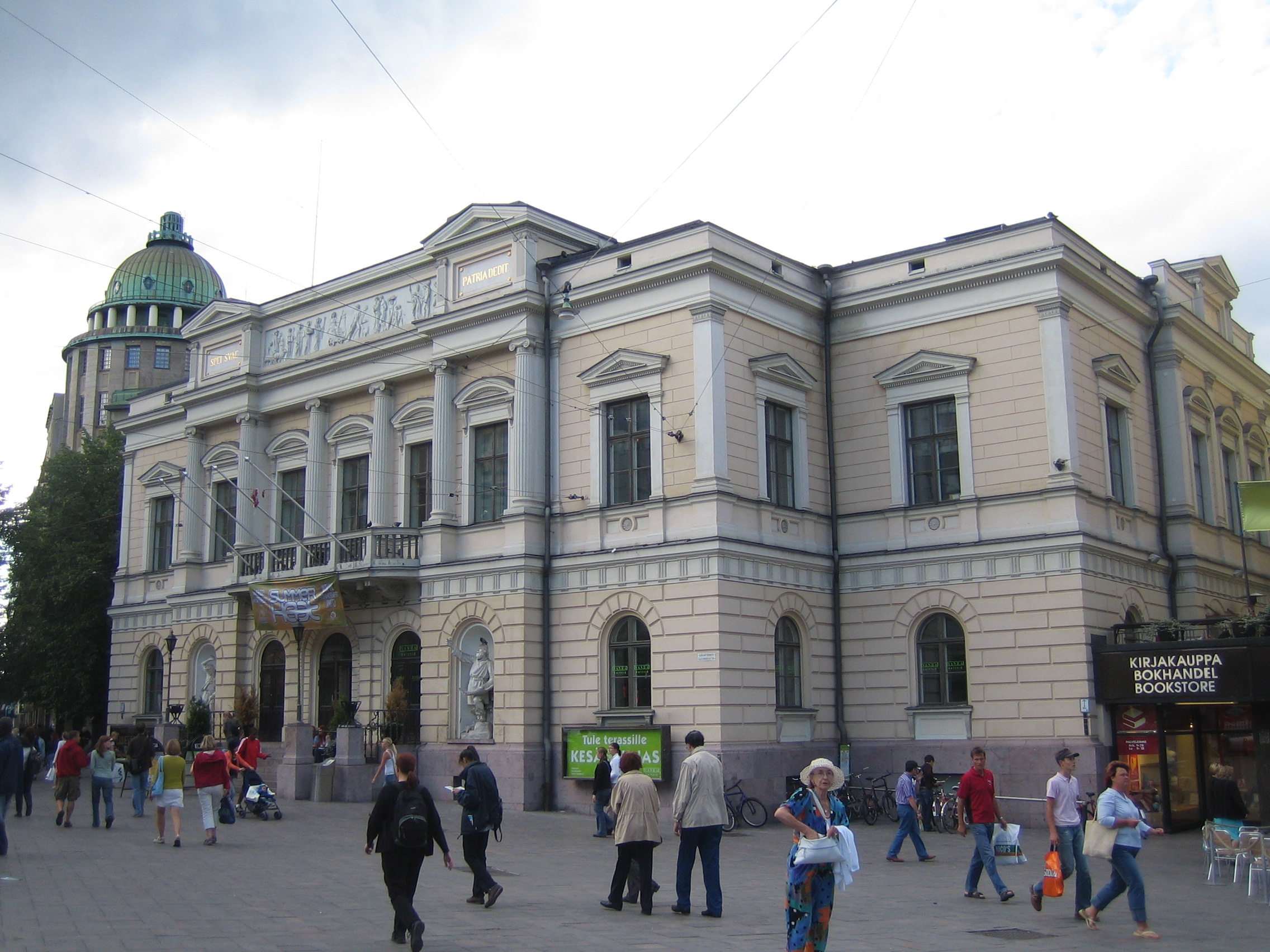
Ancienne maison des étudiants d’Helsinki, Aleksanterinkatu.

L'Union estudiantine de l'université d'Helsinki (Helsingin yliopiston ylioppilaskunta, HYY) est fondée en 1868.
Elle a 32 000 membres et possède plusieurs centaines de millions d'euros.

### Nations estudiantines

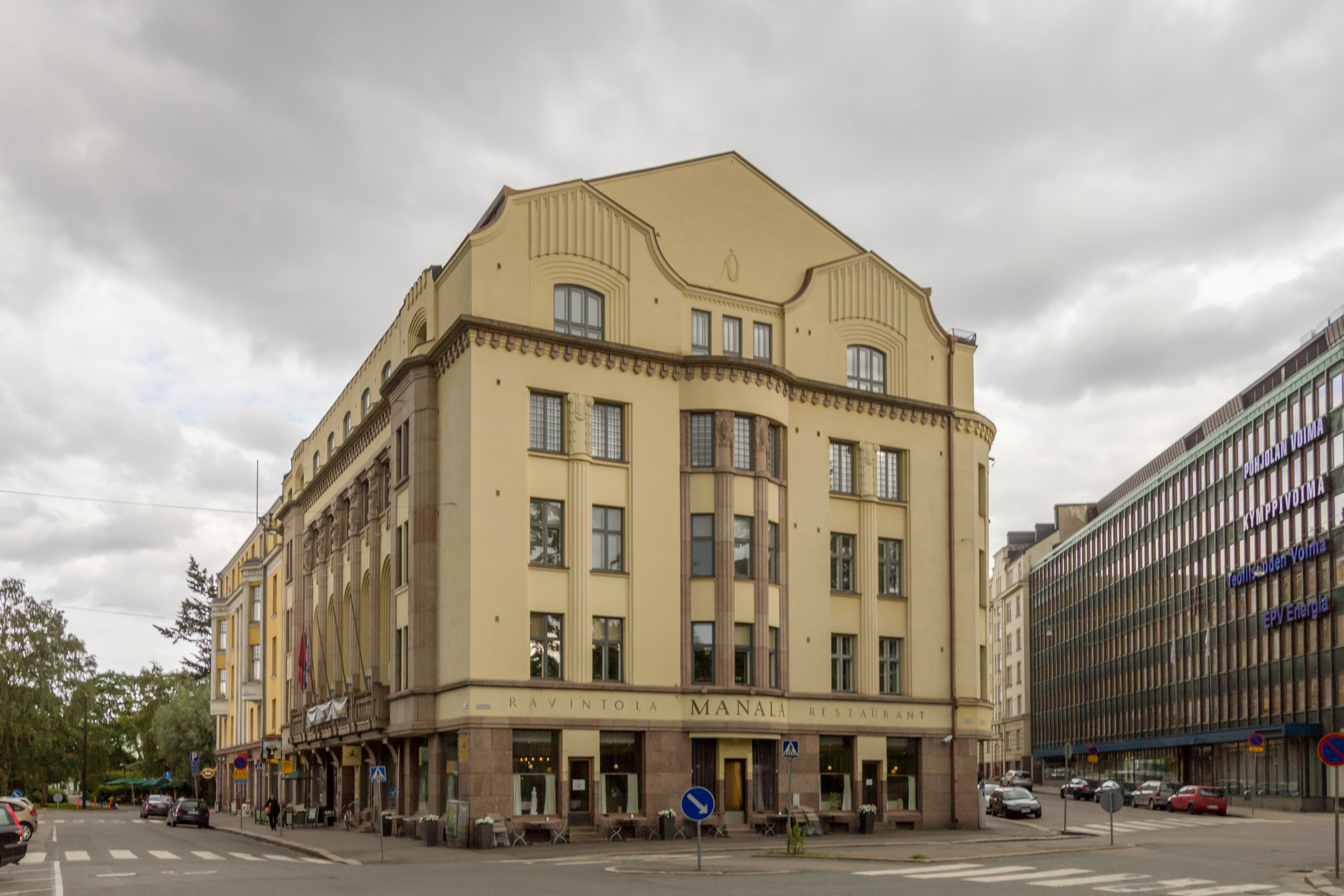
Bâtiment de la nation d'Ostrobotnie du Nord.

Les étudiants se répartissent en nations estudiantines selon la région d’où ils sont originaires.
Les nations sont au nombre de 15 (dont 4 sont suédophones).
Leur ensemble forme le Corps des étudiants, qui possède de nombreux bâtiments.

## Campus et sites

La place du Sénat, à gauche le bâtiment principal de l'université.

L'université est implantée sur quatre campus :
- Campus du centre-ville
- Campus de Kumpula
- Campus de Meilahti
- Campus de Viikki

Le jardin botanique de l'université d'Helsinki est réparti sur deux sites.

## Bibliothèques et musées
L'université d'Helsinki gère aussi :
- La bibliothèque de l'université d'Helsinki
- La Bibliothèque nationale de Finlande
- Le musée Arppeanum
- Le musée d'histoire naturelle de Finlande
- Le musée de l'université d'Helsinki

## Personnalités liées à l'université

### Étudiants
Parmi les nombreux anciens étudiants de l'université, les plus connus sont :
- Lars Ahlfors (1907–1996),
- Tancred Borenius (1885–1948),
- Anders Chydenius (1729–1803),
- Anders Donner (1854–1938),
- Gustav Elfving (1908–1984),
- Elin Kallio (1859–1927),
- Ragnar Granit (1900–1991)
- Hugo Gyldén (1841–1896),
- Tarja Halonen,
- Pekka Himanen
- Jaakko Hintikka,
- Harri Holkeri (1937-2011),
- Bengt R. Holmström,
- Jouko Jääskeläinen,
- Jukka Jernvall,
- Mia Kankimäki,
- Kari Karhunen,
- Urho Kekkonen,
- Aleksis Kivi (1834–1872),
- Björn Kurtén (1924–1988),
- Werner Krieglstein,
- Sam Lake
- Jarl Lindeberg (1876–1932),
- Ernst Lindelöf (1870–1946),
- Elias Lönnrot (1802–1884),
- Rolf Nevanlinna (1895–1980),
- Adolf Erik Nordenskiöld (1832–1901),
- Gustaf Nordenskiöld (1868–1895),
- Jorma Ollila  ,
- Juho Kusti Paasikivi,
- Lauri Kristian Relander,
- Risto Ryti,
- Esa Saarinen  ,
- Jean Sibelius (1865–1957),
- Juha Sihvola (1957-2012),
- Frans Eemil Sillanpää (1888–1964),
- Kaarlo Juho Ståhlberg,
- Karl Fritiof Sundman (1873–1949),
- Pehr Evind Svinhufvud,
- Teivo Teivainen,
- Zacharias Topelius (1818–1898),
- Linus Torvalds,
- Kaari Utrio (1942),
- Artturi Ilmari Virtanen (1895–1973),
- Jussi V. Koivisto,
- Bror-Erik Wallenius
- Mika Waltari (1908–1979),
- Georg Henrik von Wright (1916–2003),
- Rosina Heikel (1842-1929).